# Orchesella erpeldingae
Orchesella erpeldingae (лат.) — вид ногохвосток  из семейства Entomobryidae. Впервые описан люксембургским зоологом Норбером Штомпом в 1968 году.

## Распространение, описание
Эндемик Люксембурга. Типовые экземпляры собраны в окрестностях Бердорфа.
Длина тела — 3,5—4 мм.